# Phoenicophanta flavifera
Phoenicophanta flavifera là một loài bướm đêm trong họ Noctuidae.